# Xunyang, Jiujiang
Xunyang är ett stadsdistrikt och säte för stadsfullmäktige i Jiujiangs stad på prefekturnivå i Jiangxi-provinsen i södra Kina. Det ligger omkring 120 kilometer norr om provinshuvudstaden Nanchang. 